# グレッグ・ノートン (ミュージシャン)
グレッグ・ノートン（Greg Norton、出生名：グレゴリー・ジェームス・ノートン Gregory James Norton、1959年3月13日 - ）はアメリカ合衆国のミュージシャン。ロックバンド、ハスカー・ドゥのベーシストとして活動した。バンド解散後にGrey Areaというバンドを結成するが1991年に解散。その後は調理師となり、ミネソタでThe Norton's Restaurantというレストランを当時の妻と開いた（現在は閉店）。
2006年に音楽業界に復帰し、Gang Font feat. Interloperというバンドを結成した。